# Poa alopecurus
Poa alopecurus là một loài cỏ trong họ hòa thảo, thuộc chi poa.